# Fibla hesperica
Fibla hesperica är en halssländeart som beskrevs av Navás 1915. Fibla hesperica ingår i släktet Fibla och familjen reliktsländor. Inga underarter finns listade i Catalogue of Life.